# Whitfield (Florida)
Whitfield és una concentració de població designada pel cens dels Estats Units a l'estat de Florida. Segons el cens del 2000 tenia 2.984 habitants.

## Demografia
Segons el cens del 2000, Whitfield tenia 2.984 habitants, 1.244 habitatges, i 878 famílies. La densitat de població era de 822,9 habitants/km².
Dels 1.244 habitatges en un 21,9% hi vivien nens de menys de 18 anys, en un 58% hi vivien parelles casades, en un 9,1% dones solteres, i en un 29,4% no eren unitats familiars. En el 20,8% dels habitatges hi vivien persones soles el 8,9% de les quals corresponia a persones de 65 anys o més que vivien soles. El nombre mitjà de persones vivint en cada habitatge era de 2,4 i el nombre mitjà de persones que vivien en cada família era de 2,75.
Per edats la població es repartia de la següent manera: un 17,9% tenia menys de 18 anys, un 6,2% entre 18 i 24, un 26,9% entre 25 i 44, un 28,3% de 45 a 60 i un 20,7% 65 anys o més.
L'edat mediana era de 44 anys. Per cada 100 dones de 18 o més anys hi havia 94,3 homes.
La renda mediana per habitatge era de 51.536 $ i la renda mediana per família de 54.009 $. Els homes tenien una renda mediana de 35.444 $ mentre que les dones 24.375 $. La renda per capita de la població era de 25.408 $. Entorn del 3,3% de les famílies i el 6,3% de la població estaven per davall del llindar de pobresa.

## Poblacions més properes
El següent diagrama mostra les poblacions més properes.